# Yahoo!掲示板
Yahoo!掲示板（ヤフーけいじばん）とは、Yahoo! JAPANが運営していた、インターネット電子掲示板サイトであり、匿名掲示板。運営期間は、1998年7月 - 2013年3月。本項目では実質上の後継であったtextream（テキストリーム）についても解説する。

## 概要

### 掲示板の形態
Yahoo!掲示板を利用するには、まず「Yahoo! JAPAN ID」を予め登録する。その時に作成されたIDは、別途ニックネームを設定しなければ、そのままハンドルとなった（1つのIDで6つまでニックネームとプロフィールを作成することが可能。そしてIDは、既存IDと重複しない限り1人で幾つでも取得できる）。従って、投稿者は何かしらのハンドルを使って投稿を行わなければならず、他のユーザーと全く同じハンドルでの投稿は不可能であった。

### 専門用語
- 「カテゴリ（略してカテ）」がそのまま「板」という意味になる。
- 「スレッド（スレ）」に相当する単語は「トピック（略してトピ）」。

### トピック
- トピックは、一般的な掲示板と同じで、投稿があれば必ず最上段へ移動するようになっていた。
- 一般的な掲示板はスレッド内の発言数が規定数に達するか、またはデータ容量が規定容量に達すればそのスレッドは終了し、書き込めなくなるが、Yahoo!掲示板の各トピックは半永久的に投稿が可能である（カテゴリ毎に違うが1 - 2週間書き込みが無い場合、そのトピックは消滅した。）。

### 機能
- Yahoo!アラートの機能を利用すると、掲示板に投稿があった場合、自分のメールアドレスに投稿を通知させることができる。また、「Yahoo!メッセンジャー」と組み合わせることにより、リアルタイムで投稿があったことを知ることが出来る。

### 2005年のリニューアル
2005年10月3日にYahoo!掲示板が全面リニューアルされ、デザインや機能などが大きく変更、以下の様な新機能が追加された。
- まとめ読み
トピックの投稿を5件一度に読める。
- 違反報告
投稿から直接報告フォームに移動でき、違反投稿をすぐに報告できる。
- 無視リスト
ログイン時に特定のユーザーからの投稿を表示しない様に設定できる。
- ワードフィルタ
規約に反するメッセージを表示しない様に設定できる。

### Yahoo!掲示板サービス終了とtextreamへのリニューアル
「textream（テキストリーム）」という新しい情報サービスが2012年12月21日に開始され、それまでの投稿は「textream」へ引き継がれた。
textreamではスマートフォン向けアプリがリリースされるが、従来型携帯電話（フィーチャーフォン）向けのモバイル版は提供終了となった。
Yahoo!掲示板は、2013年2月頃より順次トピックが消去され、同年3月26日に「textream」へ移行しサービスを終了した。

### 金融系カテゴリの移管とtextream実質終了
2019年1月28日をもって、「株式」「FX、為替」カテゴリをYahoo!ファイナンスへ移管し、その他のカテゴリを終了。これにより旧Yahoo!掲示板からの約20年の歴史に事実上の幕を下ろすこととなった。